# Szenvedély (film, 1961)
A Szenvedély 1961-ben bemutatott magyar rajzfilm, amely Nepp József első animációs mozi-rövidfilmje. Későbbiekben belőle bontakozott ki a Gusztáv-sorozat főszereplője. Az animációs játékfilm írója és rendezője Nepp József. A zenéjét Deák Tamás szerezte. A mozifilm a Pannónia Filmstúdió gyártásában készült.

## Rövid tartalom
A film főszereplője egy orvosi intés miatt elhatározza, hogy leszokik a dohányzásról. Eleinte sikerül is ellenállnia a kísértésnek, de az idő előrehaladtával a dolog egyre nehezebb lesz.

## Alkotók
- Írta és rendezte: Nepp József
- Zenéjét szerezte: Deák Tamás
- Operatőr: Neményi Mária, Velebil Zsuzsa
- Hangmérnök: Bélai István
- Vágó: Czipauer János
- Rajzolták: Bátai Éva, Jankovics Marcell, Kálmán Kati, Kocsis Zsuzsa, Pál Emmi, Révész Gabriella
- Asszisztensek: Csonkatéri Gábor, Kiss Bea, László Andor, Paál Klári
- Színes technika: Dobrányi Géza
- Gyártásvezető: Bártfai Miklós

Készítette a Pannónia Filmstúdió.